# Xã Hillsdale, Quận Wells, Bắc Dakota
Xã Hillsdale (tiếng Anh: Hillsdale Township) là một xã thuộc quận Wells, tiểu bang Bắc Dakota, Hoa Kỳ. Năm 2010, dân số của xã này là 107 người.